# Talp costaner del Pacífic
El talp costaner del Pacífic (Scapanus orarius) és una espècie de tàlpid nord-americà de mida mitjana. Viu en zones boscoses i obertes amb sòls humits al llarg de la costa del Pacífic, des del sud-oest de la Colúmbia Britànica fins a la Califòrnia central. Té un pelatge negre vellutat, un musell puntat i una cua curta i gairebé calba. Mesura uns 16 cm de llarg, incloent-hi una cua de 3 cm i pesa uns 62 g. Les potes anteriors són amples i tenen forma de pala, estant especialitzades per excavar; les posteriors són més petites. Té 44 dents. Les orelles no són visibles i té uns ulls petits. El seu aspecte és similar al del talp de Townsend, que és una mica més gran. Es passa gran part del temps sota terra, buscant cucs de terra, petits invertebrats i material vegetal en caus poc profunds. Roman actiu tot l'any. És principalment solitari, excepte durant la temporada d'aparellament a finals de l'hivern. La femella dona a llum una ventrada d'entre dues i quatre cries en un cau subterrani profund.